# Trundorf
Trundorf se nacházel na pravém břehu řeky Divoká Orlice asi 1,5 km od města Žamberk, v těsné blízkosti obce Líšnice .

## Historie
Trundorf byla původně ves, později ves se dvorem, kterou kolem roku 1534 údajně držel Albrecht Traundorfer z Traundorfu. Nejstarší zmínka o Trundorfu je z roku 1513 v Zemských deskách (August Sedláček — Hrady a zámky, II., str. 127), kde se píše že, Jan ze Žampachu postoupil Burianovi Trčkovi z Lípy vedle hradu Žampachu a poloviny Žamberka i celou ves Trundorf.
- 1568 při dělení dědictví po Zdeňkovi ze Žampachu získal Karel ze Žampachu polovinu Žamberka, ves Trundorf, Líšnici atd.
- 1575 Mikuláš z Bubna koupil polovinu Žamberka, ves Trundorf, Líšnici atd.

Jak uvádí Eduard Albert v knize Paměti žamberské, sešit V., str. 371, byl „Dvůr Trundorf zbořen od vrchnosti roku 1880.“ Dále na téže stránce píše: „Žeby tu nějaká tvrz bývala a že v kostele žambereckém při oltáři sv. Františka pán trundorfský jest pochován, je čirá smyšlenka.“
Se staršími dějinami Líšnice těsně souvisejí i dějiny zaniklé vsi a později dvora Trundorfu. Poloha "Na Trundorfě" se nachází severozápadně od Líšnice vysoko nad pravým břehem Divoké Orlice vpravo od silnice Žamberk - Klášterec nad Orlicí kolem vozové cesty, která od této silnice klesá k západnímu konci Lišnice. Ves Trundorf vznikla zřejmě ve stejné době jako Líšnice a jen podle jména můžeme usuzovat, že asi jejími prvními obyvateli byly němečtí kolonisté z Horních Rakous nebo Bavorska, kde se podobná místní jména vyskytují. První písemná zpráva o vsi je však podobně jako v případě Líšnice, až z l. února 1514, kdy byl proveden do desek zemských zápis o zástavě části žampašského panství dne 10. října 1513 Burjanovi Trčkovi z Lípy. Trundorf patřil mezi vesnice, které Jan Žampach dal do zástavy. Podle této vsi se pravděpodobně jmenoval Albrecht Trundorfar z Trundorfu, jehož náhrobek z roku 1534 prý býval v žamberském kostele. Jednalo se nejspíše o žamberského měšťana, nikoli však příslušníka zemanského rodu, který by měl v Trundorfě tvrz. Údaje o tom, že v Trundorfě stávala tvrz a pocházel odtud zemanský rod, patří jen do říše pověstí, vždy se jednalo jen o poddanskou ves žampašského, později žamberského panství. V roce 1540 získali Žampachové Trundorf zpět a v roce 1575 Karel Žampach z Potštejna prodal Trundorf s polovicí Žamberka, Líšnicí a dalšími 3 vesnicemi Mikuláši z Bubna. Tak se podobně jako Líšnice stal Trundorf součástí litického, později žamberského panství. Za švédského vpádu v roce 1634 byla ves zničena a již nebyla obnovena. Z jejich pozemků byl zřízen panský dvůr, připomínaný již v žamberském urbáři z roku 1657. V roce 1749 k tomuto dvoru náleželo 220 korců (strychů) obdělané a 230 korců ladem ležící půdy. Dále k němu náleželo 55,3 korců pastvin a louky z nichž se seno sklízelo na 19 dvouspřežních vozech. V roce 1785 při přípravě "josefínského katastru" byl dvůr připojen ke katastrální obci Líšnici. Jeho pozemky a místo náleželo do tohoto katastru až do roku 1908, kdy byly připojeny ke katastru Žamberka. Na konci 18. století začali majitelé žamberského panství dvůr pronajímat poddaným. V roce 1880 byla již nepoužívaná budova dvora zbořena. Památkou na ves a dvůr zůstal jen název místa. Poslední zbytky základových zdí staveb v těchto místech byly odstraněny při nedávných úpravách luk a polí v roce 1984.